# Jan Przeworski
Jan Jakub Przeworski (ur. 31 maja 1869 w Krakowie, zm. 18 października 1931 w Warszawie) – polski Żyd, działacz niepodległościowy, doktor praw, adwokat.

## Życiorys
Był jednym z obrońców 116 oficerów i żołnierzy Legionów Polskich, oskarżonych zbrodnię przeciw sile zbrojnej państwa (austriackiego), popełnioną przez zbiorowy spisek i bunt w połączeniu z mordem żołnierzy austriackich oraz przez dezercję połączoną z kradzieżą mienia (mundurów, ekwipunku, broni, amunicji, pieniędzy itp.) i z oszustwem na szkodę państwa. Proces, który toczył się od 8 czerwca do 2 października 1918 w Máramarossziget był jednym z największych procesów wojskowo-politycznych w Austrii.
Mieszkał w Warszawie w Alejach Ujazdowskich 20 i prowadził kancelarię adwokacką. Członek Związku Adwokatów Polskich i wieloletni członek Zarządu Towarzystwa Fabryk Portland-Cementu „Wysoka” S.A.. Zmarł 18 października 1931 w Warszawie, a trzy dni później został pochowany na cmentarzu żydowskim przy ul. Okopowej. Pogrzeb stał się wielką manifestacją ze strony byłych więźniów Máramarossziget, którzy licznie, bo wszyscy, zamieszkali w Warszawie, z generałem Romanem Góreckim i pułkownikiem Stanisławem Barzykowskim na czele przybyli by oddać ostatnią posługę zmarłemu. Trumnę ze zwłokami na miejsce wiecznego spoczynku kolejno nieśli na swych barkach byli więźniowie.
Był żonaty z Salomeą z Eigerów, z którą miał synów: Tadeusza Mariana (ur. 1894), fabrykanta, Antoniego (1897–1940), doktora wszech nauk lekarskich, zamordowanego w Katyniu, i Andrzeja (1900–1952), inżyniera chemika oraz córkę Jadwigę (1901–1942), historyka sztuki, muzeologa, radcę Ministerstwa Wyznań Religijnych i Oświecenia Publicznego, rozstrzelaną po wielomiesięcznym więzieniu na Pawiaku.

## Ordery i odznaczenia
- Krzyż Komandorski Orderu Odrodzenia Polski[2][3]
- Medal Niepodległości – 7 lipca 1931 „za pracę w dziele odzyskania niepodległości”[16][1][17]
- Odznaka pamiątkowa Obozu Internowanych Marmaros-Sziget[2][3]

## Publikacje
- Komentarz do Kodeksu postępowania karnego z dnia 19-go marca 1928 r Nr. 33 poz. 313 Dz. U. R. P. wraz z dotyczącemi ustawami i rozporządzeniami (1930, współautorzy: Kazimierz Konstanty Angerman, Julian Karol Nowotny)